# Rhuda opalistriga
Rhuda opalistriga är en fjärilsart som beskrevs av Rothschild 1917. Rhuda opalistriga ingår i släktet Rhuda och familjen tandspinnare. Inga underarter finns listade.